# 1906 na política

## Eventos
- 16 de fevereiro - São apreendidos, em Lisboa, os jornais "A Paródia", "Novidades" e "O Liberal", por críticas ao Governo.
- 9 de novembro - Primeira apresentação pública do hino à bandeira do Brasil.
- 27 de novembro - A Costa Rica adota a sua bandeira.
- Elevação a freguesia da Feteira, freguesia do concelho de Angra do Heroísmo.

## Nascimentos
| Data            | Nome                       | Profissão                                                                | Nacionalidade | Observações | Ref |
| --------------- | -------------------------- | ------------------------------------------------------------------------ | ------------- | ----------- | --- |
| 8 de janeiro    | Arthur Cezar Ferreira Reis | escritor, professor,historiador, amazonólogo                             | Brasil        | m. 1993     |     |
| 18 de janeiro   | Manuel Mendes              | escritor, escultor e político                                            | Portugal      | m. 1969     |     |
| 17 de fevereiro | Galo Plaza Lasso           | presidente do Equador de 1948 a 1952                                     | Equador       | m. 1987     |     |
| 19 de março     | Adolf Eichmann             | político e oficial das SS na Alemanha                                    | Alemanha      | m. 1962     |     |
| 3 de julho      | Alberto Lleras Camargo     | Presidente da República da Colômbia de 1945 a 1946 e de 1958 a 1962      | Colômbia      | m. 1990     |     |
| 4 de julho      | Emídio Santana             | anarco-sindicalista português                                            | Portugal      | m. 1988     |     |
| 18 de julho     | Samuel Ichiye Hayakawa     | educador e senador dos Estados Unidos                                    | Canadá        | m. 1992     |     |
| 25 de setembro  | José Figueres Ferrer       | presidente da Costa Rica de 1948 a 1949, de 1953 a 1958 e de 1970 a 1974 | Costa Rica    | m. 1990     |     |

## Mortes
| Data          | Nome              | Profissão                                | Nacionalidade | Observações | Ref |
| ------------- | ----------------- | ---------------------------------------- | ------------- | ----------- | --- |
| 19 de janeiro | Bartolomé Mitre   | presidente da Argentina de 1862 a 1868   | Argentina     | n. 1821     |     |
| 12 de março   | Manuel Quintana   | presidente da Argentin de 1904 a 1906    | Argentina     | n. 1835     |     |
| 11 de junho   | Tomás Regalado    | presidente de El Salvador de 1898 a 1903 | El Salvador   | n. 1861     |     |
| 17 de julho   | Carlos Pellegrini | presidente da Argentina de 1890 a 1892   | Argentina     | n. 1846     |     |
| 14 de agosto  | Aniceto Arce Ruiz | presidente da Bolívia de 1888 a 1892     | Bolívia       | n. 1824     |     |